# Monselice

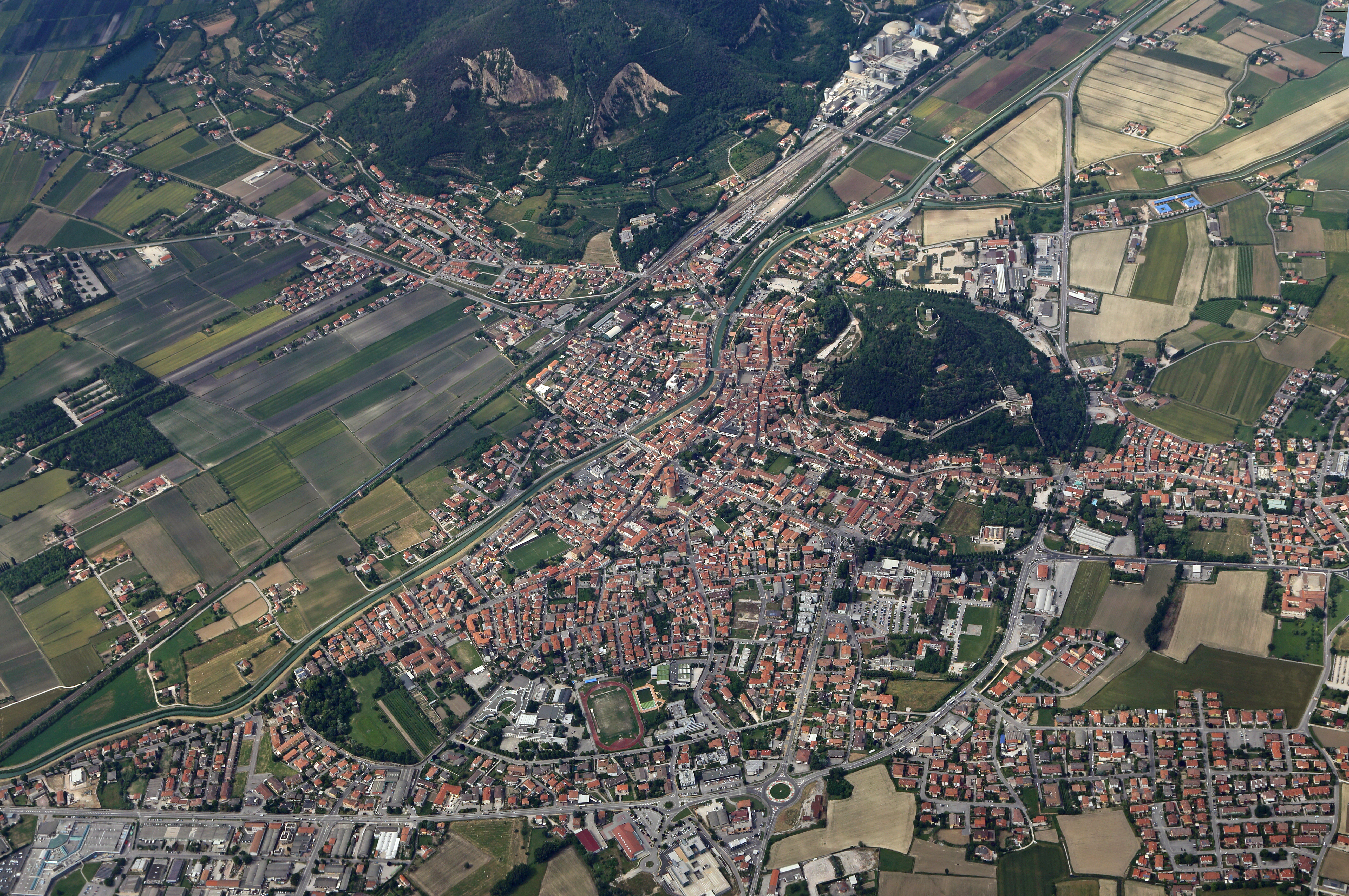
Monselice: fotografia aerea

Monsélice (Monséaze o Monséexe in veneto) è un comune italiano di 17 077 abitanti della provincia di Padova in Veneto. Ha ottenuto il titolo di città il 7 giugno 1960.

## Geografia fisica
(Ralph Waldo Emerson, Diari, pagina del 31 maggio 1833, trad. it. Dalla Sicilia alle Alpi)

## Origini del nome

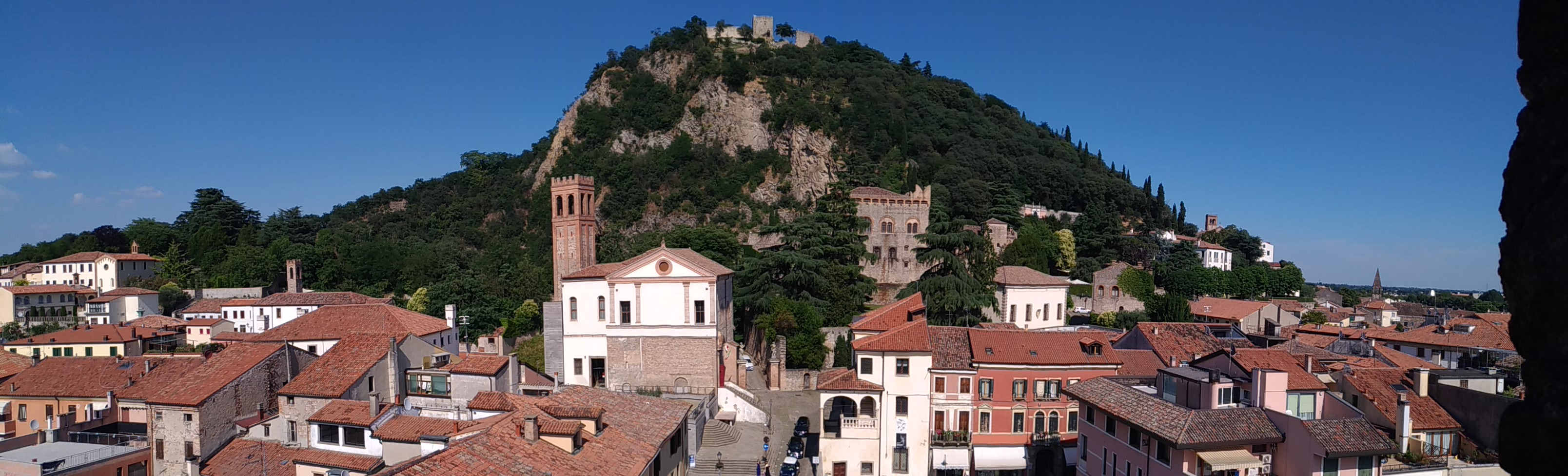
Vista dalla Torre Civica: Rocca di Monselice, Chiesa di S.Paolo, Castello e Loggetta del Monte di Pietà

Il significato di "Monselice" deriva da mons silicis (monte di selce), in relazione all'estrazione della pietra (trachite, in realtà) dal colle attorno a cui si stende il paese, o da mons elicis, da una specie vegetale presente sullo stesso colle. Altri attribuiscono il nome alla forma Mons elicis, monte a forma di chiocciola.

## Storia

### Origini
I primi insediamenti nel territorio sono assai antichi. Le due leggende che vorrebbero Monselice fondata da Ossicella, un compagno di Antenore, o da Egina, regina della Rocca, in qualche modo accreditano tale affermazione. Numerosi reperti archeologici attestano altresì la presenza almeno di una stazione preistorica sviluppatasi tra l'età del ferro e quella del bronzo.

### Medioevo
La felice posizione di centro al punto di intersezione tra importanti arterie stradali e vie d'acqua favorì un insediamento abbastanza precoce. La nascita di Monselice come nucleo cittadino risale al V-VI secolo ed è dovuta a una prima fortificazione del colle della Rocca da parte dei bizantini, fortificazione che si rivela importante sul piano della strategia difensiva. Le strutture esistenti vengono ulteriormente potenziate dopo l'invasione dei franchi, e si compongono, attorno all'anno mille, di un tessuto abitato discontinuo sulle pendici della Rocca e di un nucleo difensivo a guardia del ponte sull'antico fiume Vigenzone, che passava ai piedi della collina.
La città è menzionata da Paolo Diacono nella sua Historia Langobardorum come una delle poche città della Venetia (assieme a Padova e Mantova) a non essere occupate da Alboino tra l'estate e l'autunno del 569. Sicuramente in città si trovava una guarnigione bizantina.
Dopo la caduta di Padova nel 601, anche Monselice fu conquistata nel 602 dai longobardi di Agilulfo.
Nell'XI secolo un aumento della popolazione locale favorisce nuovi insediamenti abitativi e alla metà del XII secolo Monselice viene elevata al rango di comune, entrando nel XIII secolo sotto la giurisdizione di Ezzelino III da Romano. Questi, vicario in terra veneta dell'imperatore tedesco Federico II, amplia e perfeziona il sistema di mura, che viene a chiudere completamente il centro abitato. Si devono inoltre ad Ezzelino la ristrutturazione del mastio sulla sommità della Rocca, la costruzione della Torre civica e l'edificazione del palazzo oggi detto appunto "di Ezzelino", che costituisce parte importante del Castello di Monselice.
Le proprietà degli Ezzelini furono certosinamente accertate, censite e documentate dopo la loro definitiva sconfitta avvenuta nel 1260.
Nel 1274 giunge a Monselice Guido Guinizelli, esule dopo la sconfitta della famiglia ghibellina Lambertazzi, a cui era legato, ad opera della famiglia Geremei. Guinizelli vivrà l'ultimo periodo della sua vita a Monselice insieme alla moglie Bice dalla Fratta e al figlio Guiduccio. Di lui abbiamo un atto stilato in punto di morte nel quale raccomanda alla moglie di prendersi cura delle proprietà del figlio.
All'inizio del XIV secolo la città è al centro di un'aspra contesa militare fra il vicario imperiale Cangrande della Scala, signore di Verona, e la signoria dei Carraresi di Padova. Nell'estate del 1337 inizia il lungo assedio da parte di Marsilio da Carrara, la città difesa per un anno dal condottiero scaligero Pietro Dal Verme, si arrenderà e si consegnerà il 19 agosto del 1338 a Ubertino da Carrara, che si impadronisce definitivamente di Monselice e ne fa l'avamposto difensivo di Padova verso sud. In questa strategia viene ampliato e ulteriormente fortificato l'impianto delle mura di Ezzelino, che assumono nella seconda metà del XIV secolo la loro configurazione definitiva: una cerchia esterna provvista di torri e di monumentali porte di accesso e quattro cerchie interne, che risalgono la Rocca fino al torrione sulla vetta.

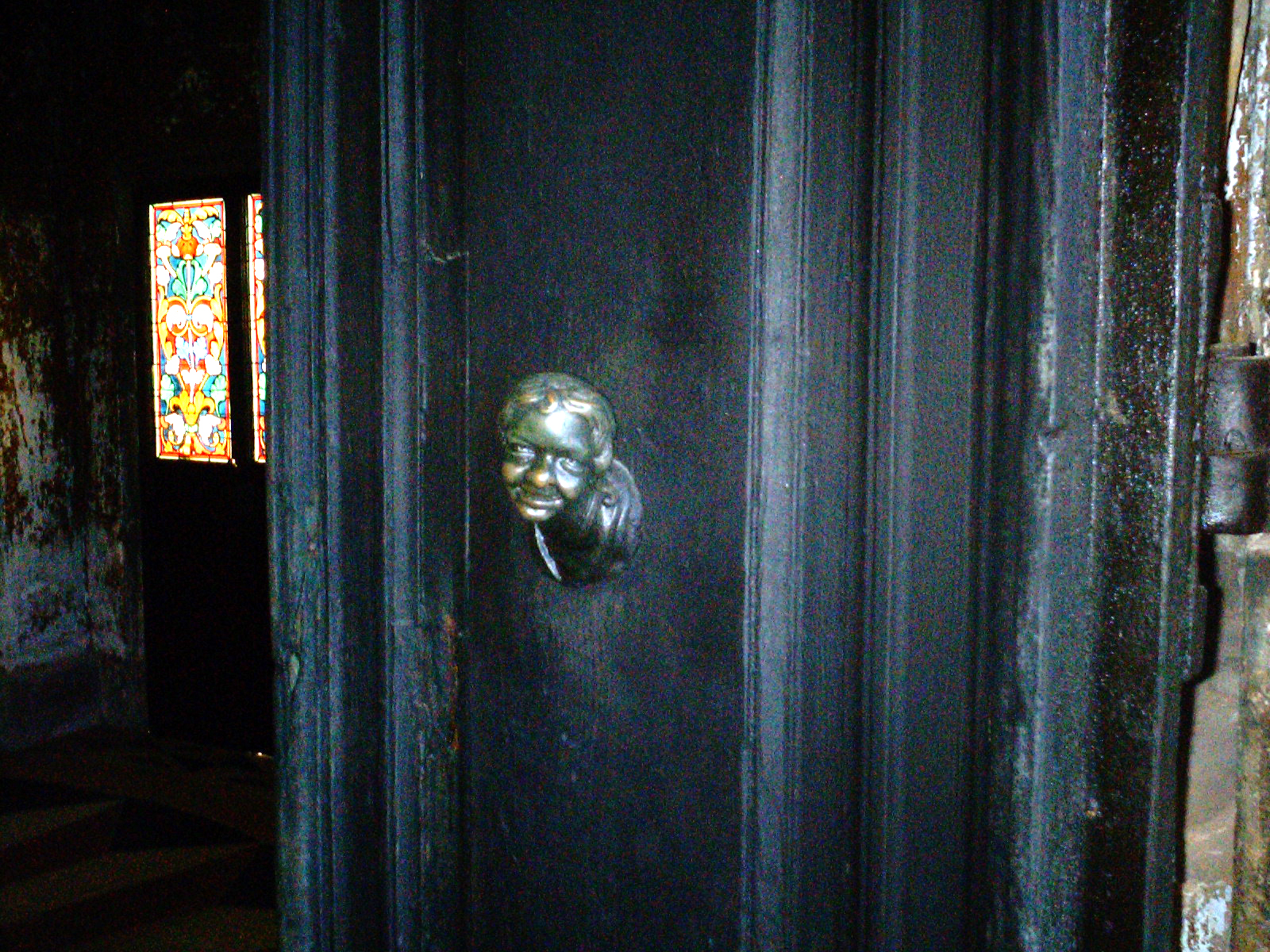
Ingresso del santuario di Villa Duodo

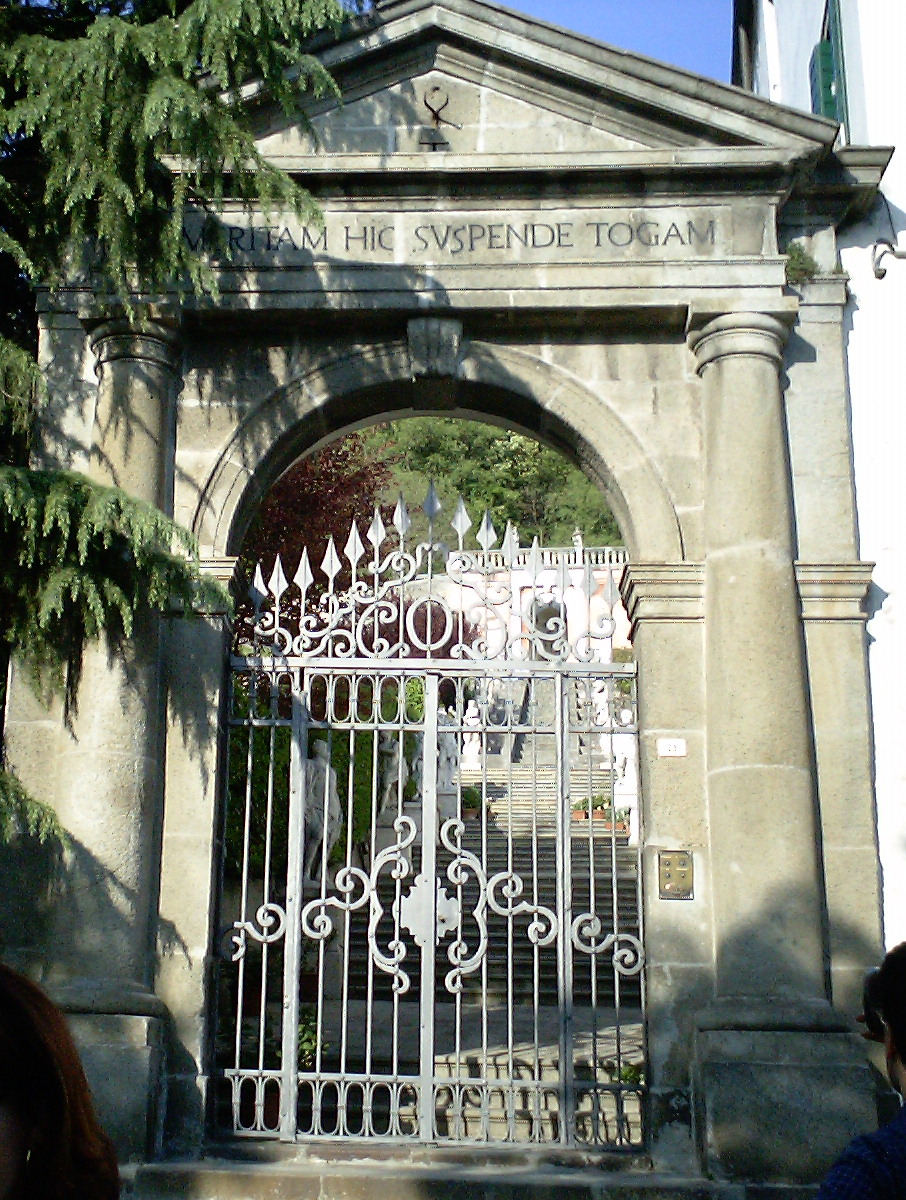
Ingresso di Cà Nani Mocenigo

Ma il momento di massima capacità difensiva della città coincide con l'inglobamento, avvenuto nel 1405, di Monselice nel territorio della Repubblica di Venezia, la cui vocazione era indirizzata ai traffici e ai commerci più che alla pratica militare. La città comincia così gradatamente a perdere la sua funzione difensiva e si avvia a diventare centro di soggiorno e di villeggiatura per le nobili famiglie veneziane.

### Età moderna
Tra il '400 e il '500 sulla struttura urbanistica medievale si innestano elementi rinascimentali. Le famiglie nobili veneziane acquistano ampie proprietà terriere in centro e nelle campagne circostanti. La famiglia Marcello prende proprietà del palazzo di Ezzelino e ne amplia e arricchisce la costruzione; la famiglia Duodo si insedia sul lato sud della Rocca e realizza splendide architetture arrivate intatte ai giorni nostri; la famiglia Nani costruisce l'omonima villa. Il centro urbano si arricchisce di elementi barocchi con la costruzione della Loggia del Monte di Pietà, la ristrutturazione della chiesa di San Paolo, i palazzi Fezzi e Branchini; altre famiglie veneziane costruiscono le loro ville appena fuori delle porte urbane e prosegue anche l'insediamento nelle campagne circostanti.

### Età contemporanea
L'Ottocento vede la città di Monselice affacciarsi all'epoca moderna. Nella logica ottocentesca le mura e le torri della città fortificata medievale vengono considerate un ostacolo all'espansione urbana; alla metà del secolo viene così abbattuto parte del perimetro esterno delle mura e le monumentali porte di accesso della città. Agli occhi dei visitatori dei giorni nostri si presentano comunque ampie testimonianze della città medievale come la Torre civica, buoni tratti di mura e soprattutto il monumentale complesso del Castello, ed è prevalentemente intatto il patrimonio edilizio del periodo veneziano. Nel 1905 Monselice ha dato i natali allo scrittore Giovanni Soranzo (1905-2006), in arte Gianni Soranzo, che fu prolifico autore di poesie, romanzi e testi teatrali in lingua veneta.
Durante la seconda guerra mondiale, nel periodo dell'occupazione tedesca e della Repubblica Sociale Italiana, la quindicenne Ida Brunelli Lenti di Monselice si rese protagonista di uno degli episodi più rimarchevoli di spontanea resistenza civile italiana all'Olocausto. Entrata giovanissima a servizio di una famiglia ebrea ungherese allora residente a Castiglion Fiorentino si trovò a fare da mamma a tre bambini di pochi anni più giovani di lei, dopo che alla morte del loro padre (richiamato alle armi in Ungheria nel 1942 e mai più tornato) si aggiunse improvvisa per malattia quella della loro madre nel gennaio del 1944. Ida Brunelli non si perse d'animo: tenne nascosta a tutti l'identità ebraica dei bambini e li condusse con sé dalla propria madre a Monselice. Continuò a curarsi regolarmente dei bambini anche quando fu trovata per loro una sistemazione sicura in un istituto cattolico. Subito dopo la Liberazione si mise in contatto con la Brigata Ebraica accompagnando di persona i ragazzi fino al loro imbarco a Napoli per la Palestina. Per questo straordinario impegno di solidarietà, il 24 febbraio 1993, l'Istituto Yad Vashem di Gerusalemme ha conferito a Ida Brunelli Lenti l'alta onorificenza dei giusti tra le nazioni.

#### Registri Catasto Austro-Italiano Comune di Monselice
Si evince dall'introduzione all'inv. n. 51 bis (Censo Stabile), redatto dall'archivista Raffaella Tursini e datato 15 giugno 1996: «Negli anni '70 l'Ufficio tecnico erariale e l'Ufficio imposte dirette di Padova hanno versato all'Archivio di Stato mappe e registri catastali del periodo napoleonico, austriaco e italiano, conosciuti sotto il nome di catasto napoleonico, austriaco e austro-italiano. Precedentemente materiale catastale dello stesso periodo, relativo però solamente a Padova e suburbio, era stato versato dal Comune di Padova. Nel 1995 l'Ufficio imposte dirette di Cittadella ha versato mappe e registri del Distretto di Cittadella, rimasti fino ad allora in loco. A parte la perdita di alcuni registri, giustificabile in parte per i cambiamenti di sede dei volumi stessi e per il cambiamento di distretto di alcuni comuni censuari, risultano a tutt'oggi mancanti solo i registri del distretto di Monselice, distrutti da un bombardamento sul centro di Monselice durante l'ultima guerra».
Non sono noti in questo archivio documenti né nuclei di documentazione relativi a tale evento, la cui notizia, all'epoca della redazione dello strumento, potrebbe essere pervenuta anche tramite fonte orale, ossia dalla memoria dei testimoni dei fatti, già impiegati presso gli uffici versanti.

#### Condoni edilizi a Monselice negli anni 1980 e 2000
Nel corso degli anni, il Comune di Monselice ha affrontato il fenomeno dei condoni edilizi, strumenti introdotti dalla legislazione italiana per regolarizzare situazioni di abusivismo edilizio, secondo le informazioni reperite dall'Albo Pretorio del Comune, nel 1985 l'amministrazione comunale ha rilasciato un totale di 10 condoni edilizi, in conformità alle disposizioni normative dell'epoca.
Nonostante ciò, l'attività di regolarizzazione edilizia è proseguita oltre gli anni '80, l'ufficio tecnico comunale ha continuato a rilasciare condoni anche negli anni successivi, estendendosi fino agli anni 2000.

### Simboli
Le insegne del Comune sono costituite dallo stemma araldico e dal gonfalone.

Lo stemma, riconosciuto con D.P.C.M. del 7 giugno 1960, è così raffigurato: 

Il gonfalone, concesso con D.P.R. dell'11 settembre 1960, è costituito da: 

## Monumenti e luoghi d'interesse

### Architetture militari

#### Mastio Federiciano (la Rocca)
In cima al colle sono conservati i resti dell'imponente mastio, il Torrione, voluto dall'imperatore Federico II di Svevia nella prima metà del XIII secolo. A base troncopiramidale, la struttura difensiva era organizzata su più livelli.

#### Castello di Lispida
Vedi sotto Monastero di Lispida.

#### Cinta Muraria
Presente sin dalle più antiche cartografie disponibili, la cinta muraria medievale circonda la città storica di monselice, probabilmente di epoca romana, rappresenta una dei reperti archeologici meglio conservati d’europa, oggi le mura sono visitabili e aperte al pubblico. 
I resti dell’infrastruttura militare difensiva sono visibili nei parchi archeologici situati a nord della città, mentre oggi gran parte delle antiche mura è inglobata negli edifici storici che segnano il confine tra il nucleo medievale più compatto e le aree esterne sviluppatesi successivamente.
I tratti in cui le mura risultano ancora visibili nel loro stato originario, oltre al Castello Cini, dove è evidente l’impronta medievale, si trovano nelle aree archeologiche adiacenti a Porta Padova; queste zone, destinate a partire dalla metà del secolo scorso a ospitare le fiere di paese, mantengono ancora oggi questa funzione.
Grazie ai fondi del PNRR, le aree archeologiche delle mura hanno subito interventi di recupero significativi, oggi ospitano al loro interno un parcheggio e una struttura moderna in acciaio.

### Architetture religiose

#### Duomo Nuovo di San Giuseppe Operaio
Il problema della sede più centrale della grande parrocchia del centro di Monselice fu risolto con la costruzione di un nuovo Duomo, dedicato a San Giuseppe Operaio che sostituì la chiesa di Santa Giustina sulla Rocca.
Imponente costruzione moderna, si sviluppa su pianta centrale a croce latina nel cui centro si innalza una guglia con pinnacolo. Una guglia quadrata alta 37 metri del diametro di metri 20, motivo dominante nella costruzione, un susseguirsi di finestre verticali in vetro colorato. La lunghezza della croce è di metri 61,50; la larghezza delle due braccia metri 35. Sotto la chiesa si svolge la cripta vasta quanto tutta la costruzione.
Durante i lavori nuovi lembi del territorio parrocchiale in seguito al rapido aumento della popolazione furono staccati per costituire le parrocchie del Carmine (28 novembre 1950), San Giacomo (8 dicembre 1966) e San Salvaro (25 dicembre 1967).

#### Antica pieve di Santa Giustina (o Duomo Vecchio)

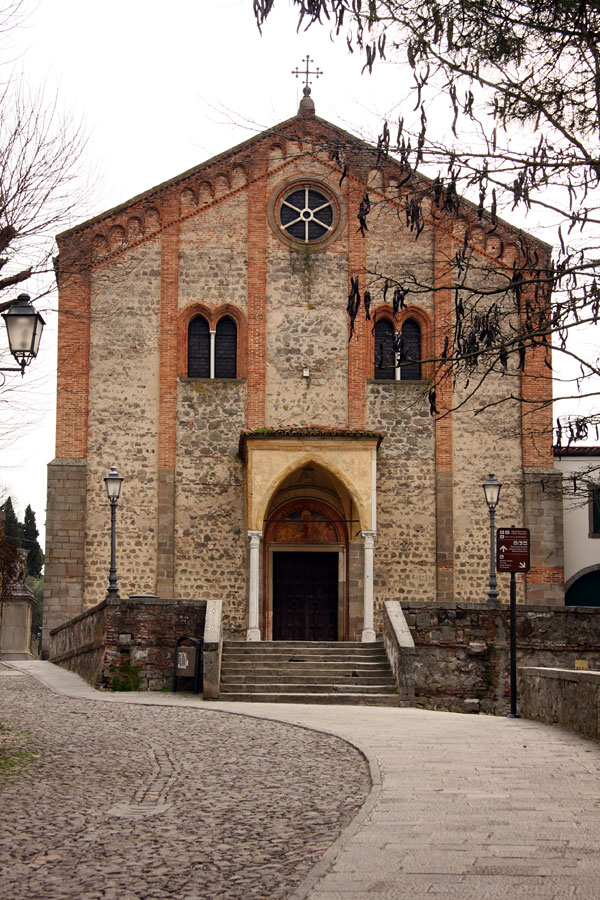
Facciata della Pieve di Santa Giustina

Il duomo vecchio, dedicato a Santa Giustina, è una costruzione romanico-gotica costruita a partire dal 1239-1250, consacrata nel 1256, quando era ancora incompiuta, e terminata probabilmente entro la fine del secolo. La facciata in pietra e cinque paraste di mattoni (elementi romanici) è corredata di un rosone, due bifore e protiro con arco acuto di ispirazione gotica. Il campanile è in stile romanico lombardo. L'interno, ad aula unica e soffitto a capriate lignee, termina con tre absidi di cui la centrale ha una volta a crociera. L'abside centrale e sinistra recano il polittico di Santa Giustina e la Madonna dell'umiltà, rispettivamente, dipinti di scuola veneziana del XV secolo. Nel 1361 presso la pieve di Santa Giustina Francesco Petrarca ricevette un beneficio di canonico.

#### Santuario delle sette chiese
Ideato e costruito da Vincenzo Scamozzi su commissione dei nobili veneziani Duodo tra il 1605 e il 1615. In quello stesso periodo i Duodo fecero costruire sei cappelle, lungo il pendio del colle, ottenendo da papa Paolo V la concessione delle stesse indulgenze accordate ai pellegrini che si recavano in pellegrinaggio alle sette basiliche maggiori in Roma. L'arco d'ingresso all'area sacra del Santuario Giubilare delle sette chiesette, costruito nel 1651, è chiamata la "Porta Romana" o "Porta Santa" dove l'iscrizione Romanis basilicis pares ricorda il collegamento con il pellegrinaggio alle basiliche romane. Le sei cappelle ospitano cinque pregevoli pale di Jacopo Palma il Giovane mentre in quella cointitolata ai santi Pietro e Paolo, vi è una pala attribuita al pittore bavarese Johann Carl Loth.

#### Oratorio di San Giorgio

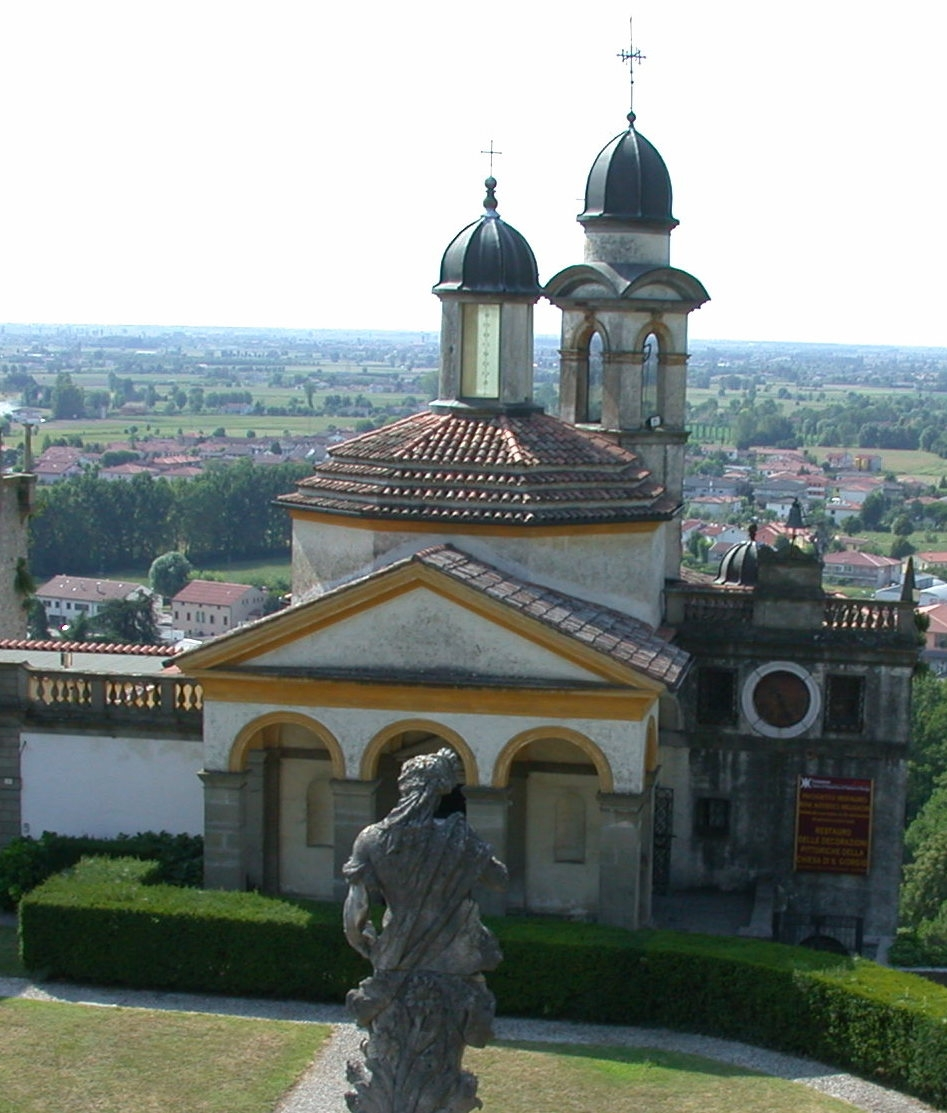
Oratorio di San Giorgio

Il santuario di San Giorgio, detto dei Santi, è il punto d'arrivo della via sacra. Nel 1651 vennero traslati da Roma i corpi di tre martiri e numerose reliquie. L'interno, affrescato da Tommaso Sandrini, è abbellito anche da un pregevolissimo paliotto d'altare in intarsio marmoreo e pietre dure uscito dalla maestria della bottega dei Corberelli. La chiesa è meta di migliaia di visitatori e devoti per la festa di San Valentino che si celebra il 14 febbraio durante la quale un sacerdote impartisce la benedizione ai bambini e adulti e consegna loro una "chiavetta d'oro".

#### Monastero di Lispida
Monastero di origine medievale, è situato alla base del versante occidentale del monte Lispida.

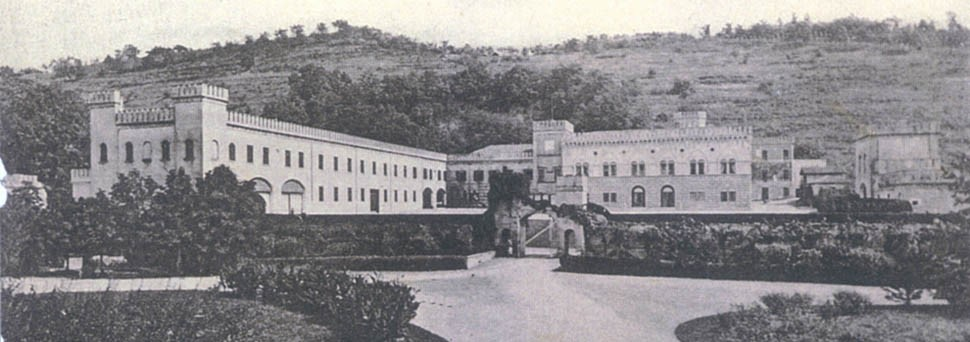
Edifici appartenenti all'antico monastero di Lispida visibili in una foto storica

Conosciuto anche come “Villa Italia” e come Castello di Lispida, il monastero ebbe varie fasi di vita. Sorto agli inizi del XII sec, ospitò prima una comunità di monaci di Sant'Agostino, poi dei canonici regolari, ed in seguito anche una comunità di monache benedettine. Nel Quattrocento il cenobio cambiò ulteriormente di mano, passando ad altri ordini religiosi, e vivendo un difficile momento di degrado e di trascuratezza. Nei due secoli successivi, grazie ad un generale riordino della comunità religiosa, il monastero fiorì in un periodo di grande prosperità, che coincise con una generale ristrutturazione degli edifici ed un ampliamento del patrimonio fondiario.
Sul finire del Settecento la comunità religiosa fu soppressa e la proprietà venne acquistata dalla famiglia Corinaldi, che apportò delle modifiche trasformando il monastero in villa e dando il via ad una fiorente pratica di viticoltura. Nell'ultimo anno della prima guerra mondiale la villa divenne sede del quartier generale di re Vittorio Emanuele III, fatto che la rende nota anche come "Villa Italia". Il complesso ha mantenuto la vocazione di azienda vinicola, aggiungendo quella ricettiva.

#### Chiesa di Santo Stefano
La romanica chiesa di Santo Stefano venne eretta tra il XIII e il XIV secolo come chiesa dell'annesso convento domenicano e dedicata a santo Stefano protomartire. Storicamente seguì le sorti del convento che, dopo essere stato soppresso nel XVIII secolo, venne acquistato da privati, poi sconsacrato in epoca napoleonica e ridotto prima a caserma e poi come magazzino comunale. Dalla fine degli anni duemiladieci è oggetto di un restauro conservativo atto a restituire il complesso al pubblico.

#### Chiesa di San Paolo
La chiesa, che è la più antica testimonianza di un edificio religioso nel tessuto urbano, venne edificata nel VII secolo ma si presenta con l'aspetto dovuto agli ampliamenti del XIII secolo e all'ultima ristrutturazione dell'inizio del XVIII secolo. Il complesso dell'ex chiesa di San Paolo è stato utilizzato per ospitare il Museo della Città, integrando i suoi percorsi espositivi alla possibilità di visionare le originarie strutture oltre a scoprire la storia di Monselice.

#### Eremo di Santa Domenica

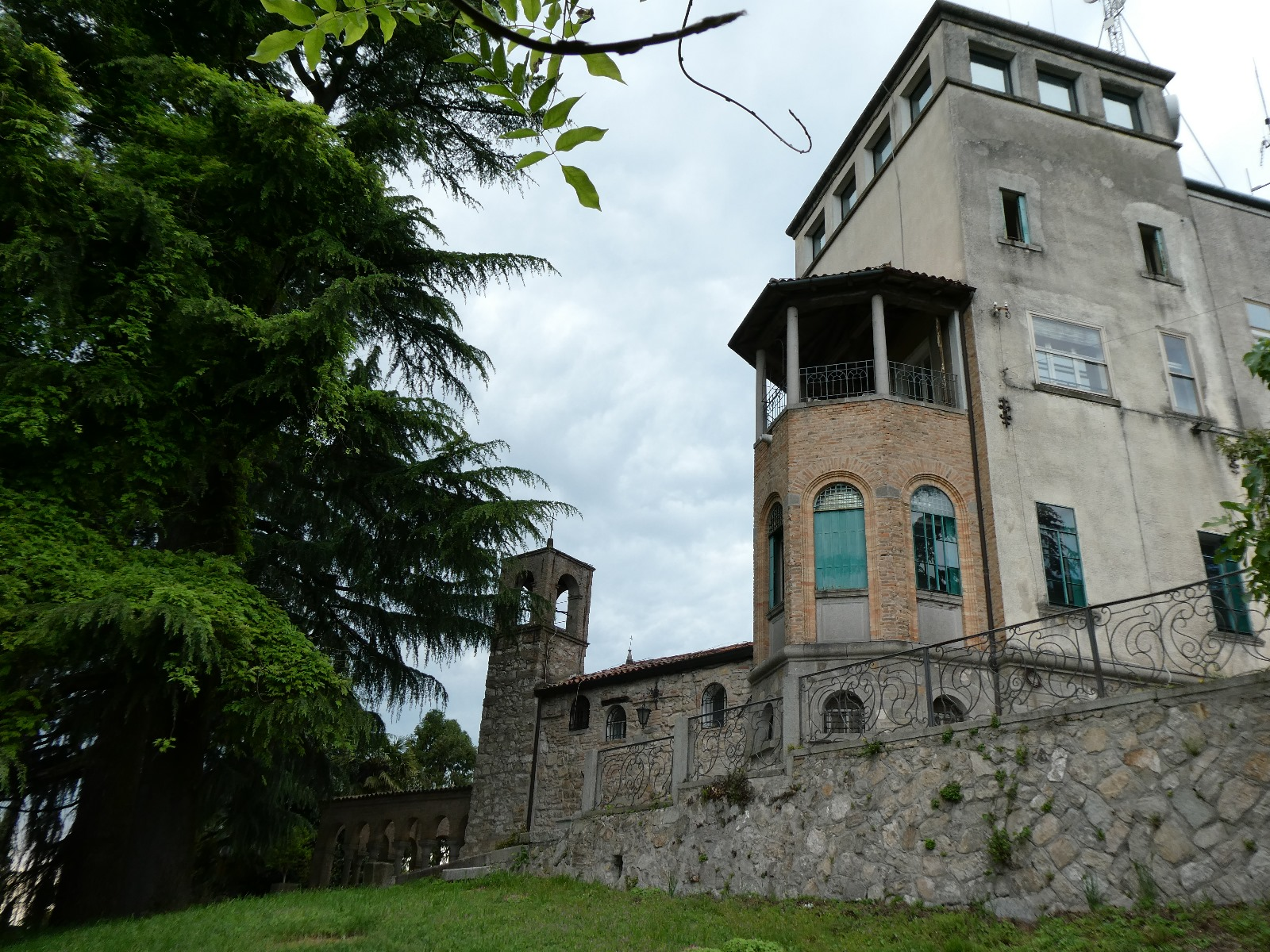
Eremo di Santa Domenica, lato della chiesa

Antico eremo situato sulla cima del Monte Ricco, limite sud-orientale del Parco Regionale dei colli Euganei. Le sue origini risalgono al 1203, quando il comune di Monselice donò dei terreni per la fondazione del monastero di San Giovanni Evangelista, che dopo il 1258 diventa una dipendenza del monastero benedettino di Padova.
Il Monte Ricco, area fertile coltivata in terrazzamenti, ha attirato interessi di natura religiosa, economica e militare e il suo territorio, nel corso dei secoli, è stato punto di riferimento spirituale per gli eremitani di Sant'Agostino fino al 1769. Negli anni 20 del 900 il conte Vittorio Cini costruisce per sè e la sua famiglia una villa e nel 1947 dona l'intera proprietà ai Frati minori conventuali della Basilica del Santo, con la richiesta di intitolare il luogo “Eremo di Santa Domenica” in ricordo di sua nonna. L’area diventa una casa di cura, un centro di spiritualità e poi una comunità di recupero. La proprietà è stata messa in vendita e acquistata nel 2023; è tappa del sentiero n.6 del Parco Regionale dei colli Euganei.

### Architetture civili

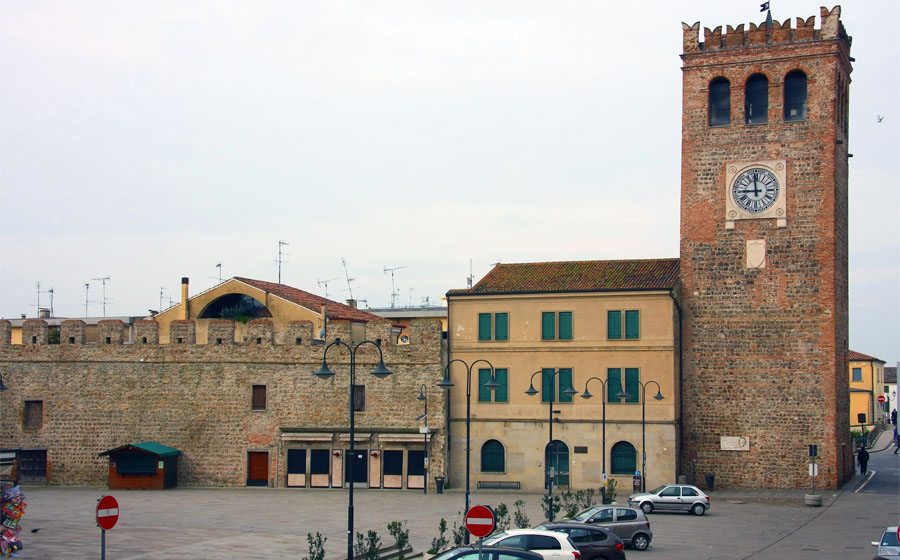
Piazza Mazzini con la duecentesca torre civica

#### Palazzo e Loggetta del Monte di Pietà
Edificio di impianto quattrocentesco, ospitava in epoca veneziana il Monte di Pietà. Nel Seicento venne aggiunta la Loggia, con colonne di ordine dorico e un'articolata scalinata a balaustre. Fa da sede dell'Ufficio Accoglienza Turistica e della Biblioteca comunale.

#### Villa Duodo

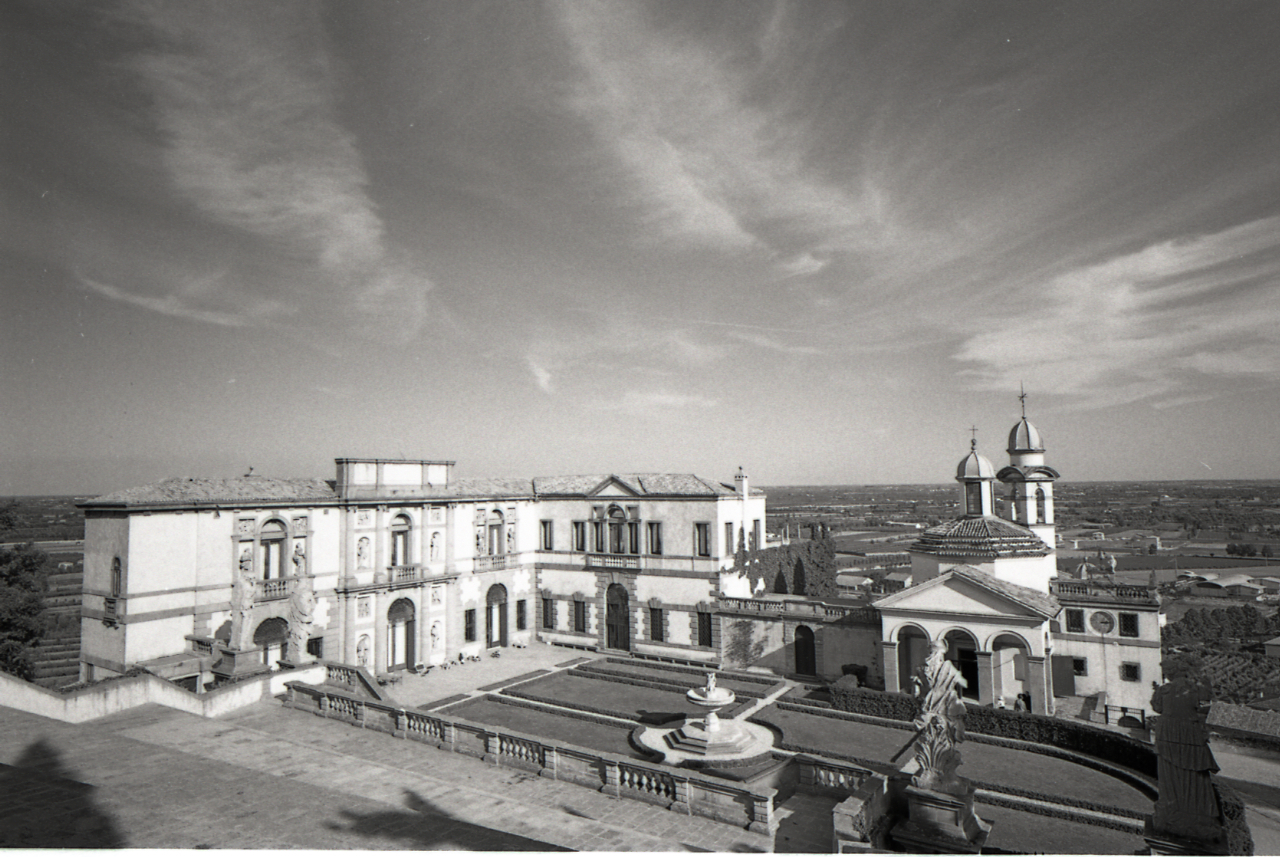
Il complesso di Villa Duodo in una foto di Paolo Monti del 1967

Posta a metà costa del Colle della Rocca, la collina che sovrasta la cittadina, l'ala destra di villa Duodo, la più antica, risale al 1593, mentre la parte frontale venne aggiunta nel 1740. Il complesso della fine del cinquecento è attribuito a Vincenzo Scamozzi, ma alcune parti, in particolare il successivo ampliamento settecentesco, sono opera del veneziano Andrea Tirali.

#### Palazzo Businaro
Edificata lungo il canale Bisatto, la villa-palazzo è citata nei documenti già nel 1581. L'interno decorato con pregevoli stucchi settecenteschi, rispecchia il tipico impianto delle ville venete.

#### Villa Tortorini
Villa Tortorini è un edificio storico di rilevante interesse, presente già nel catasto napoleonico (catasto in cui è segnato il tratto storico delle Mura Cittadine) come aggregato alla chiesa di Santa Rosa, struttura che fungeva presumibilmente da convento; l'edificio compare successivamente anche nel catasto austro-italiano del 1853, indicato come parte del lotto n. 185 e dopo la Seconda Guerra Mondiale; il convento viene riutilizzato come sede temporanea del Comune, diventando poi la sede permanente dell'amministrazione comunale. 
Nel corso del tempo, la villa tuttavia ha subito significative modifiche che ne hanno compromesso l'estetica originaria: un'ala destinata all'anagrafe è stata aggiunta, alterando irrimediabilmente l'aspetto storico dell'edificio; il collegamento tra la villa e la chiesa del convento è stato ampliato con una superfetazione in stile razionalista e destinata a ospitare l'ufficio tecnico; per la realizzazione dell'attuale sede dei vigili urbani, un tratto superstite del torrione storico e parte delle mura originarie sono stati interrati e distrutti. 

#### Villa Emo

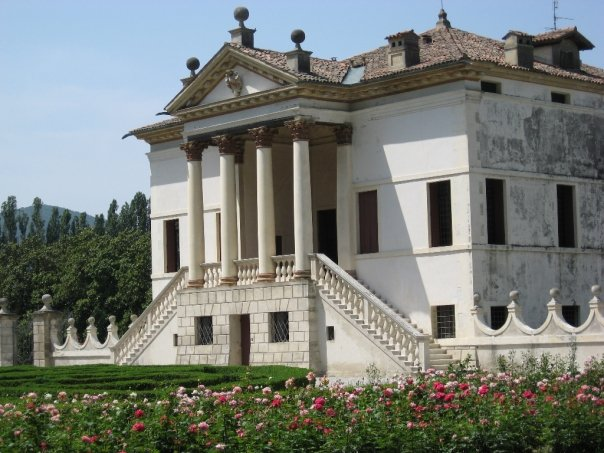
Villa Emo a Rivella

Probabilmente su progetto dall'architetto Vincenzo Scamozzi verso la fine del XVI secolo, la villa fu all'inizio di proprietà della famiglia Contarini, per poi passare ai Maldura ed infine agli Emo Capodilista.

#### Villa Pisani

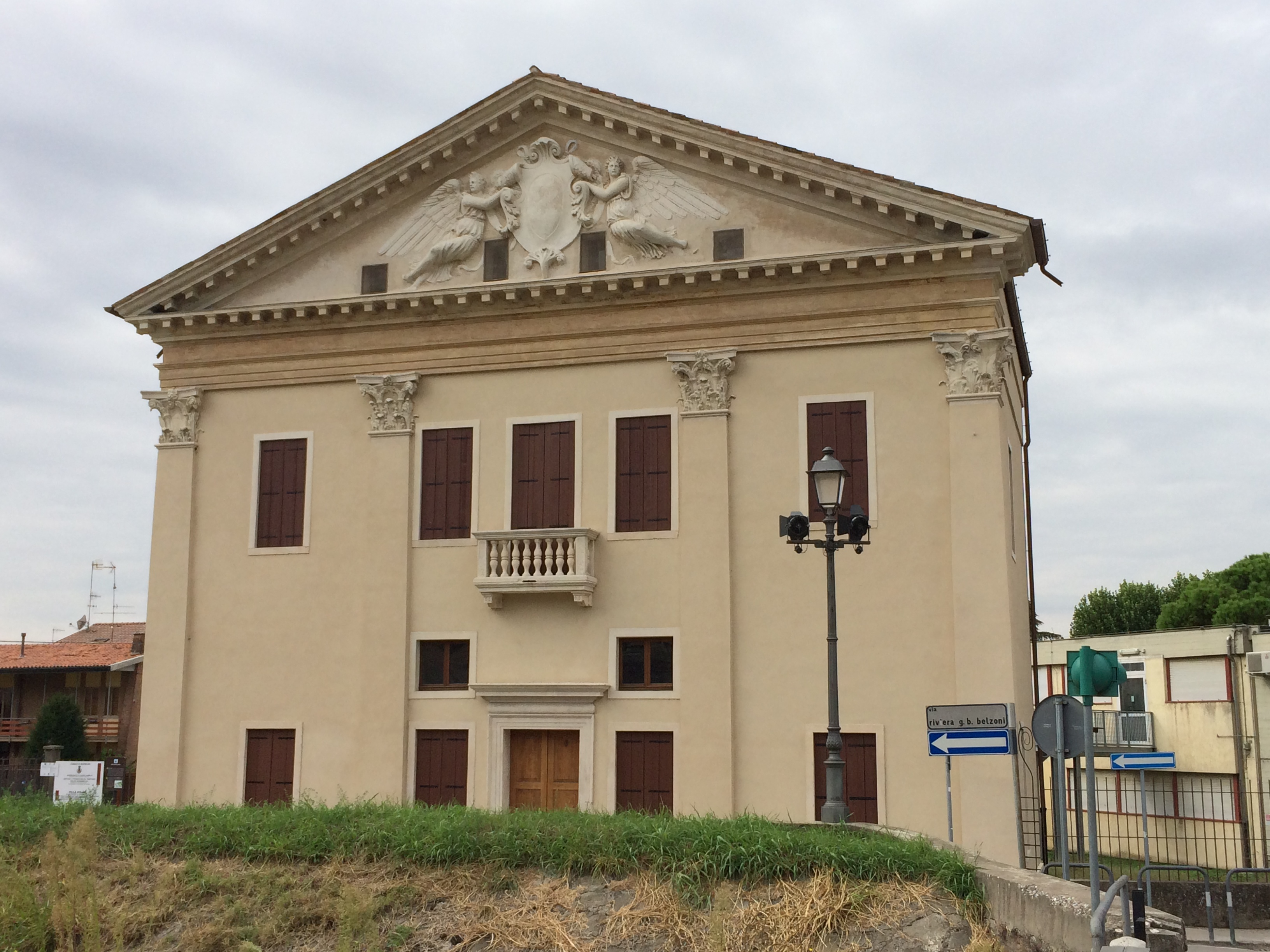
Villa Pisani

Villa Pisani fu realizzata intorno alla metà del Cinquecento per conto di Francesco Pisani ed è attribuita al padovano Andrea da Valle (in precedenza era stata attribuita ad Andrea Palladio, che in quel periodo era impegnato nella realizzazione della Villa Pisani a Montagnana). La presenza di da Valle è documentata a Monselice attorno al 1559 per lavori al convento di San Giacomo. Conserva al suo interno pregevoli affreschi attribuiti a Giovanni Battista Zelotti. L'edificio, utilizzato come sede di manifestazioni culturali, ospita il lapidario romano monselicense.

#### Villa Nani-Mocenigo
La villa Nani Mocenigo fu costruita dal patrizio veneziano Agostino Nani verso la fine del XV secolo e fu ampliata durante il secolo successivo. È un edificio massiccio con un'ampia scala a terrazze e numerose statue che conduce al ninfeo di scuola palladiana. Le mura di cinta sono sormontate da statue di nani, chiara allusione al nome della famiglia. Il portale della villa riporta poi un'iscrizione in latino: Emeritam hic suspende togam. Questa fa riferimento alle funzioni giurisdizionali svolte da un membro della famiglia Nani a Venezia. Il suo scopo era quello di ricordare a tutti che durante i soggiorni a Monselice tali funzioni erano sospese, in quanto l'edificio era utilizzato dalla famiglia esclusivamente come residenza di villeggiatura.

## Società

### Evoluzione demografica
Abitanti censiti

### Etnie e minoranze straniere
Al 31 dicembre 2015 gli stranieri residenti nel comune sono 1 326, ovvero il 7,53% della popolazione. Di seguito sono riportati i gruppi più consistenti:
1. Romania, 350
2. Moldavia, 240
3. Marocco, 227
4. Repubblica di Macedonia, 113
5. Albania, 98
6. Cina, 94
7. Ucraina, 27
8. Cile, 6

## Cultura

### Eventi
La Giostra della Rocca è un palio organizzato ogni anno durante il quale le varie contrade (frazioni e quartieri) del Comune si sfidano in competizioni quali: tiro con l'arco, torneo di scacchi (gara finale con scacchi "viventi") che determina le posizioni durante le sfilate, torneo di musici (tamburini e chiarine), sbandieratori, gara delle macine, staffetta, sfilata delle nove contrade (che rispecchiano alcuni quartieri di Monselice e le sue frazioni) con vestiti dell'epoca e giostra equestre (quintana) di precisione dove il cavaliere munito di lancia deve infilzare tre anelli di diverso diametro (9, 7 e 5 cm) nel minor tempo possibile.
La manifestazione si svolge così come segue: La seconda domenica di settembre, per le vie del centro, vengono organizzati i mercatini medievali, dove ogni contrada offre prodotti artigianali enogastronomici e non. Nel pomeriggio, si svolgono le varie competizioni: gara delle macine, arcieri e staffetta. Nella settimana successiva (la terza del mese), il giovedì, si svolge la Tenzone tra i gruppi musicali delle varie contrade. Infine, la terza domenica del mese, si svolge la "Gara della Quintana", preceduta in mattinata dal corteo storico, ove tutte le contrade sfilano per le vie del centro con abiti, armature, attrezzi e quant'altro inerenti all'epoca medievale. In caso di maltempo, la manifestazione viene rinviata alla domenica successiva.
A giugno si svolge l'ETNOFILMfest, mostra del cinema documentario etnografico. Una mostra che si propone come luogo di incontro e di confronto che riflette su aspetti e manifestazioni delle culture e dei comportamenti umani. Il festival è organizzato dal Centro Studi sull'Etnodramma diretto da Fabio Gemo.
Dal 2002 ospita a luglio l'Euganea Film Festival- un Festival Internazionale del Cortometraggio e del Documentario che dura circa quindi giorni e si articola in tre sezioni: cortometraggi, documentari, animazione.
Ogni anno viene organizzato un torneo di Rugby League, il Veneto 9s, al quale partecipano diverse nazionali da tutto il mondo.
In città ogni anno viene assegnato l'Importante premio nazionale Premio Monselice "per valorizzare l'attività della traduzione come forma particolarmente importante di comunicazione culturale tra i popoli". Tra le sezioni del premio: il premio per la traduzione, vinto, per esempio, da Fernanda Pivano o Augusto Frassineti; il Premio internazionale Diego Valeri; il premio per la traduzione scientifica; il premio Leone Traverso opera prima e il premio Vittorio Zambon.
Monselice, nel settembre del 2011, ha ospitato presso il "Fight Club" una tappa dello "Human Rights Tour 50º" manifestazione internazionale di spettacoli per il 50º di Amnesty International. A Monselice nel corso della rassegna si sono esibiti: Enrico Ruggeri, Eugenio Finardi, Andrea Mirò, Chiara Canzian, Raul Cremona, Jalisse & Carlo Zannetti.
Da 15 anni a Monselice si svolge ogni estate la "Notte Bianca", ricca di spettacoli, attrazioni e intrattenimento. Inoltre la maggior parte dei negozi del centro rimane aperta fino a tardi. Le ultime due edizioni di questa manifestazione (agosto 2016 e 2017), hanno toccato le 30 000 presenze. In particolare, l'edizione svoltasi il 25 agosto 2017 si è trovata al centro dell'attenzione in quanto Monselice è stato uno dei pochi comuni di piccole-medie dimensioni ad ottemperare alle direttive statali in materia di prevenzione di attacchi terroristici. Infatti ogni punto d'accesso al centro è stato chiuso al traffico veicolare con una ventina di barriere in cemento (i cosiddetti "New Jersey") presidiate dalle forze dell'ordine.

## Geografia antropica

### Quartieri e frazioni
I quartieri di Monselice sono: Centro, Montericco, Carmine, San Martino, Costa Calcinara (o Redentore), Marco Polo, San Giacomo (o Frati); invece le frazioni di Monselice sono: Ca' Oddo, Marendole, Monticelli, San Bortolo e San Cosma.

## Infrastrutture e trasporti

### Strade
Si può raggiungere Monselice dall'autostrada A13 da Bologna o da Padova, dalla strada statale 16 da Padova, Rovigo, Ferrara o Bologna, dalla strada regionale 10 da Mantova o dalla strada regionale 104 Monselice-mare da Chioggia, Sottomarina o Rosolina.
È presente inoltre l'uscita autostradale della A13 Bologna-Padova.

### Ferrovie
Monselice è servita dall'omonima stazione delle ferrovie Padova-Bologna e Mantova-Monselice.

## Amministrazione

### Sindaci dal 1946

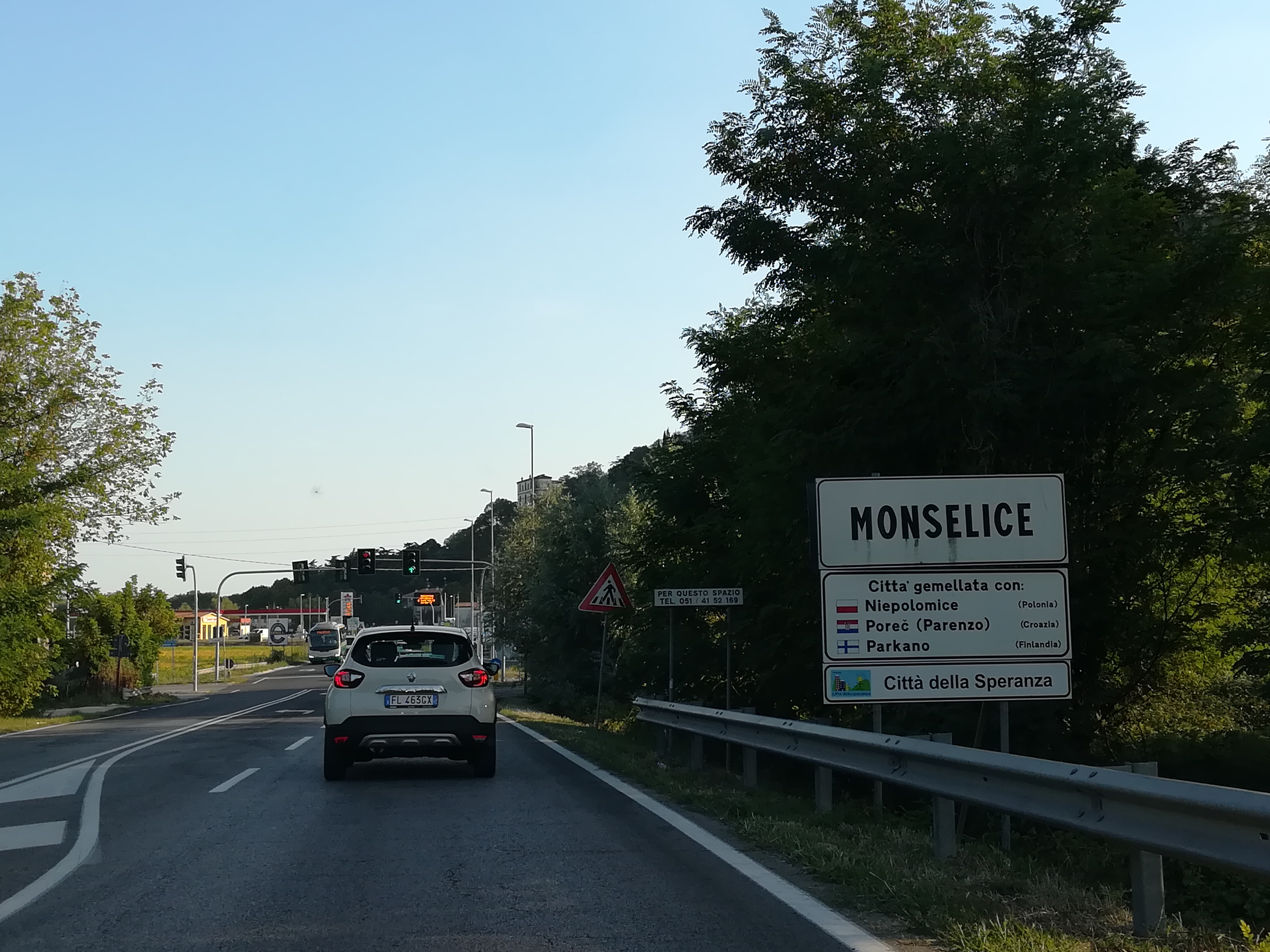
Cartello stradale con l'elenco dei gemellaggi

| Nominativo                                           | Nominativo                                        | Partito / Coalizione                              | Periodo                                           | Elezione                                          |
| Sindaci eletti dal Consiglio comunale (1946-1995)    | Sindaci eletti dal Consiglio comunale (1946-1995) | Sindaci eletti dal Consiglio comunale (1946-1995) | Sindaci eletti dal Consiglio comunale (1946-1995) | Sindaci eletti dal Consiglio comunale (1946-1995) |
| ---------------------------------------------------- | ------------------------------------------------- | ------------------------------------------------- | ------------------------------------------------- | ------------------------------------------------- |
|                                                      | Giuseppe Bovo                                     | Democrazia Cristiana                              | 1946-1948                                         | 1946                                              |
|                                                      | Giovanni Gazzea                                   | Democrazia Cristiana                              | 1948-1949                                         | (1946)                                            |
|                                                      | Giuseppe Bovo                                     | Democrazia Cristiana                              | 1949-1954                                         | (1946)                                            |
| 1951                                                 | Giuseppe Bovo                                     | Democrazia Cristiana                              | 1949-1954                                         |                                                   |
|                                                      | Massimiliano Andolfo                              | Democrazia Cristiana                              | 1954-1960                                         | (1951)                                            |
| 1956                                                 | Massimiliano Andolfo                              | Democrazia Cristiana                              | 1954-1960                                         |                                                   |
|                                                      | Antonio Valerio                                   | Democrazia Cristiana                              | 1960-1968                                         | 1960                                              |
| 1964                                                 | Antonio Valerio                                   | Democrazia Cristiana                              | 1960-1968                                         |                                                   |
|                                                      | Mario Balbo                                       | Democrazia Cristiana                              | 1968-1975                                         | (1964)                                            |
| 1970                                                 | Mario Balbo                                       | Democrazia Cristiana                              | 1968-1975                                         |                                                   |
|                                                      | Giuseppe Trevisan                                 | Democrazia Cristiana                              | 1975-1977                                         | 1975                                              |
|                                                      | Giampietro Dalla Barba                            | Partito Comunista Italiano                        | 1977-1980                                         | (1975)                                            |
|                                                      | Lorenzo Nosarti                                   | Democrazia Cristiana                              | 1980-1982                                         | 1980                                              |
|                                                      | Carlo Vitale                                      | Democrazia Cristiana                              | 1982-1985                                         | (1980)                                            |
|                                                      | Learco Vettorello                                 | Democrazia Cristiana                              | 1985-1988                                         | 1985                                              |
|                                                      | Gianni Baraldo                                    | Democrazia Cristiana                              | 1988-1995                                         | (1985)                                            |
| 1990                                                 | Gianni Baraldo                                    | Democrazia Cristiana                              | 1988-1995                                         |                                                   |
| Sindaci eletti direttamente dai cittadini (dal 1995) |                                                   |                                                   |                                                   |                                                   |
|                                                      | Antonio Bettin                                    | Centro-sinistra                                   | 1995-1999                                         | 1995                                              |
|                                                      | Fabio Conte                                       | Centro-destra                                     | 1999-2009                                         | 1999                                              |
| 2004                                                 | Fabio Conte                                       | Centro-destra                                     | 1999-2009                                         |                                                   |
|                                                      | Francesco Lunghi                                  | Centro-destra                                     | 2009-2019                                         | 2009                                              |
| 2014                                                 | Francesco Lunghi                                  | Centro-destra                                     | 2009-2019                                         |                                                   |
|                                                      | Giorgia Bedin                                     | Lega - LV                                         | 2019-in carica                                    | 2019                                              |
| 2024                                                 | Giorgia Bedin                                     | Lega - LV                                         | 2019-in carica                                    |                                                   |

### Gemellaggi
- Parenzo, dal 2010
- Niepołomice, dal 2011
- Parkano, dal 2015
- Antônio Prado, dal 2025

## Sport

### Calcio
- Monselice Calcio 1926
- A.C.D. La Rocca Monselice
- Calcio S. Bortolo
- A.C. Città del Castello
- G.S. Monselice football club
- U.S.D. Monselice Junior
- Vecchie Glorie S.P. Monselice

### Arti marziali
- Eracle Fight Team: MMA (arti marziali miste), Bjj (brazilian jiu jitsu), grappling, submission wrestling
- A.S.D. GoJu Kai Monselice - karate, ju jutsu, autodifesa
- Scuola delle 9 armonie - kung fu
- Musashi Dojo (Kuruishi) Energia&Sport - karate, ju jutsu, Krav Maga, kick boxing, Reiki
- Iron Dojo c/o Move Monselice - boxe (pugilato), boxe tailandese (muay thai), kick boxing, K1 e MMA
- A.S.D. Taekwondo Monselice Team - taekwondo

### Ciclismo
- A.C.D. Monselice
- A.S.D. Gruppo Ciclistico Biciverde
- A.S.D. San Bortolo

### Pallavolo
- [Monselice Volley 86] società storica della città, militante nel campionato nazionale di pallavolo di serie B dal 1999 e dal 2022 in A3. Attualmente è iscritta al campionato di serie B.
- Monselice Pallavolo Femminile

### Rugby
- Ercole Monselice Rugby

### Basket
- A.S.D. Monselice Basket

### Tennis
- Tennis Club Monselice

### Ginnastica Ritmica
- A.S.D. Movimento e Ritmo

### Impianti sportivi
- Stadio comunale

### Altri sport
- Per gli altri sport, vedi nota[28].